# 道博伊 (內布拉斯加州)
道博伊（英語：Doughboy）是位於美國內布拉斯加州切里縣的非建制地區。

## 歷史
道博伊的郵局於1919年設立，其後於1934年停運。

## 地理
道博伊所處的海拔為高於海平面949米（即3114英呎），而該地所採用的時區為UTC-6，即北美山地時區（MST）。同時該地設有夏令時間，為UTC-7調快一小時，即UTC-6（MDT）。